# Erdungsmessung
Die Erdungsmessung ist ein Messverfahren, das dazu dient, die Wirksamkeit von Erdungen zu überprüfen und zu dokumentieren. Eine wirksame Erdung dient der Sicherheit von Menschen, Tieren und technischen Einrichtungen. Um diese zu überprüfen, bedient man sich in der Elektrotechnik verschiedener Messmethoden. Die unterschiedlichen Messmethoden wurden im Laufe der Jahre entwickelt und erprobt. Im Prinzip wird unterschieden zwischen Messungen mit Stromzangen und Messungen mit Erdspießen.

## Grundlagen
Bei der Überprüfung von Erdungsanlagen dient die Erdungsmessung dazu, einen bestimmten Erdungswiderstand oder die Impedanz der Erdungsanlage zu ermitteln. Mittels Erdungsmessung werden Schutzerdungen und Betriebserdungen auf die Einhaltung der durch die Normen geforderten Werte überprüft. Hierbei soll über verschiedene Messverfahren der Erdungswiderstand einer Erdungsanlage ermittelt werden und dadurch der Zustand der Erdungsanlage bewertet werden. Diese Erdungsmessungen werden sowohl bei Schutzerdungen in Niederspannungsnetzen als auch bei Transformatorenstationen durchgeführt, wenn bei diesen die Niederspannungsbetriebserdung und die Hochspannungsbetriebserdung einen gemeinsamen Betriebserder haben. Außerdem wird in Mittelspannungsnetzen die Erdungsmessung an den Erdungsanlagen für die Erdungsdrosselspule durchgeführt. Rechtlich muss in Deutschland die Erdungsmessung gemäß den Richtlinien bei neu errichteten oder modifizierten Erdungsanlagen durchgeführt werden. Im Abstand von zehn Jahren muss gemäß den Vorschriften eine erneute Erdungsmessung durchgeführt werden. Bei Blitzschutzerdungen muss eine Erdungsmessung auch dann durchgeführt werden, wenn keine konkreten Messwerte gefordert werden.

## Standardmessverfahren
Für die Erdungsmessung gibt es mehrere verschiedene Messverfahren. Welches Messverfahren angewendet wird, ist von den jeweiligen örtlichen Gegebenheiten abhängig. Es gibt folgende Messverfahren:
- Strom/Spannungsmessung[10]
- Spannungsvergleichsmessung
- Brückenmethode
- Schleifenwiderstandsmessung[11]

Die Erdungsmessungen werden mit Wechselstrom durchgeführt.

### Strom-/Spannungsmessung

Prinzipielle Darstellung einer Strom-/Spannungsmessanordnung

Bei diesem Messverfahren wird die Netzspannung eines Netzes mit geerdetem Sternpunkt verwendet. Das Messverfahren erfolgt gemäß der DIN EN 61557-5 (VDE 0413-5). Zunächst wird im Abstand von 50 bis 100 m vom Erder eine Sonde ins Erdreich geschlagen. Über einen einstellbaren Prüfwiderstand wird über den Erder ein Strom ins Erdreich abgeleitet. Der Widerstandswert des Prüfwiderstandes kann zwischen 20 und 1000 Ω liegen. Der Strom über den Erder wird mit einem Strommessgerät ermittelt. Der unterste Widerstandswert darf dabei 10 Ω nicht unterschreiten. Zwischen Erder und Sonde wird ein Spannungsmessgerät geschaltet. Dieses Spannungsmessgerät muss möglichst hochohmig sein, damit sich der Spannungsabfall am Erder gegen die Sonde genau ermitteln lässt. Bei der Verwendung eines hochohmigen Spannungsmessers lässt sich der Erdungswiderstand der Sonde, der in der Regel zwischen 500 und 1000 Ω liegt, weitgehend kompensieren. Der Erdungswiderstand errechnet sich gemäß dem ohmschen Gesetz aus der Spannung zwischen Erder und Sonde und dem Strom, der über den Erder eingeleitet wird.
{\displaystyle R_{x}={\frac {U}{I}}}
Da dieses Messverfahren mittels Netzspannung erfolgt, kann am Erder eine unzulässig hohe Spannung abfallen. Aus diesem Grund muss der Prüfstrom begrenzt werden. Aufgrund von Streuströmen kann es dazu kommen, dass das Spannungsmessgerät bereits eine Spannung anzeigt, obwohl noch kein Prüfstrom fließt. Allerdings sind diese Messfehler nur gering und können in der Regel vernachlässigt werden. Voraussetzung ist dabei, dass die Spannung bei eingeschaltetem Prüfstrom wesentlich höher ist als die Streuspannung.

### Spannungsvergleichsmessung
Bei diesem Messverfahren wird ein Messgerät mit eigener Spannungsquelle verwendet. Die Gleichspannung der Batterie wird über einen Wechselrichter in eine Wechselspannung umgewandelt. Diese Wechselspannung hat eine Frequenz, die außerhalb der Netzwechselspannung liegt. Außerdem muss ein zweiter Hilfserder {\displaystyle R_{H}} verwendet werden. Dieser zweite Hilfserder dient für den Stromrückfluss des Prüfstromes. Damit keiner der Erder im Spannungstrichter des anderen Erders liegt, muss ein Mindestabstand von 20 Metern zwischen den Erdern eingehalten werden. Das Spannungsmessgerät wird über den ersten Hilfserder geerdet. Über einen Schalter lässt sich der Widerstand {\displaystyle R_{M}} überbrücken. Über einen Widerstand {\displaystyle R_{M}} wird das Messgerät an den zu überprüfenden Erder angeschlossen. Der Wert des Widerstandes {\displaystyle R_{M}} ist bekannt, der Erdungswiderstand {\displaystyle R_{X}} ist unbekannt. Zwischen den Widerstand {\displaystyle R_{M}} und das Spannungsmessgerät wird ein Stellwiderstand {\displaystyle W} geschaltet. Durch Veränderung des Widerstandes {\displaystyle W} lässt sich der Spannungsfall an {\displaystyle R_{M}+R_{X}} verändern. Um die Messung durchzuführen, wird zunächst der Widerstand {\displaystyle W} so verändert, bis der Zeiger des Messgerätes auf Endanschlag steht. Durch Umschaltung wird nun der Widerstand {\displaystyle R_{M}} überbrückt und der Erder direkt angeschaltet. Dadurch lässt sich nun der Spannungsfall am Erder bestimmen. Die Skala des Messgerätes kann auch in Widerstandseinheiten geeicht sein.

### Brückenmethode

Prinzipielle Darstellung einer Brückenmessanordnung (nach Behrend)

Die Brückenmethode (auch Kompensationsmessverfahren) ist in der DIN EN 61557-5 (VDE 0413-5) geregelt. Bei dieser Messmethode ist der in eine Messsonde (Hilfserder) fließende Strom = Null und der Einfluss ihres Erdungswiderstandes entfällt daher. Der Messstrom wird über einen kleinen Generator erzeugt und über einen Messwandler über einen weiteren Hilfserder und den zu prüfenden Erder ins Erdreich geleitet. Ein Messgerät liegt zwischen einem Potentiometer an der Sekundärseite des Messwandlers und der Messsonde. Der Strom im Sekundärkreis des Messwandlers ruft eine zum Strom im Primärstromkreis proportionale Spannung am Potentiometer hervor. Diese Spannung wird mittels des Messgerätes mit der Spannung zwischen Erder und Messsonde verglichen und mit dem Potentiometer zu Null abgeglichen. Dadurch fließt nun kein Strom mehr in die Messsonde. Das Potentiometer kann eine in Ohm kalibrierte Skale haben, an der der Erderwiderstand direkt abgelesen werden kann. Der Stromwandler ist primärseitig zwischen Anzapfungen umschaltbar, um mehrere Messbereiche zu erhalten. Ein im Messkreis liegender Kondensator vermeidet Fehler aufgrund unterschiedlicher Materialien des zu messenden Erders und der Messsonde (galvanisches Element), indem er Gleichspannungsanteile abtrennt. Entsprechende Geräte werden nicht mehr hergestellt, da inzwischen eine genügend hochohmige Spannungsmessung möglich ist, sodass der Einfluss des Erdungswiderstandes der Messsonde ebenfalls vernachlässigbar ist.

### Schleifenwiderstandsmessung
Dieses Messverfahren wird angewendet, wenn keine Möglichkeit besteht, einen Hilfserder oder eine Erdungssonde zu setzen. Es ist nur für TN-Systeme geeignet. Für die Messung wird ein Schleifenwiderstandsmessgerät verwendet. Es wird in der aufgetrennten Erdverbindung der Summenwiderstand aus Betriebserder des Netzes, zu messendem Erder und PEN-Leiter des Netzes gemessen. Da die Widerstände des PEN und des Betriebserders des Netzes in der Regel sehr klein sind, können sie vernachlässigt werden, der gemessene Schleifenwiderstand entspricht etwa dem Widerstand des zu messenden Erders.
Eine Schleifenwiderstandsmessung kann auch mit einem Stromzangenmessgerät (Erdungsprüfzange) durchgeführt werden. Vorteil ist, dass die Erdverbindung nicht aufgetrennt werden muss. Es wird im zum Erder führenden Leiter mit einem Stromwandler der zur Erde abfließende Strom gemessen. Die Zange enthält einen zweiten Transformator, der mit einem Wechselspannungsgenerator in den Erdleiter die Prüfspannung induziert. Auch die erforderliche Elektronik und die Speisespannungsquelle für die Elektronik befinden sich im Zangengehäuse. Es gibt auch Geräte, die zwei getrennte Zangen zum Induzieren und zur Strommessung besitzen. Voraussetzung für eine richtige Messung ist, dass der Erder, der gemessen werden soll, über den PEN-Leiter mit dem Netz und dessen Betriebserder verbunden ist und somit einen geschlossenen Stromweg bildet. Anhand der generierten Spannung und dem gemessenen Strom wird der Gesamtwiderstand der Schleife ermittelt.

## Ausgedehnte Erdersysteme
Damit auch ausgedehnte Erdersysteme gemessen werden können, wurde die Viersondenmethode entwickelt. Bei dieser Methode, die auch Vierelektrodenmethode genannt wird, erfolgt die Messung über ein im Erdreich erzeugtes elektrisches Strömungsfeld. Die Potentialdifferenz dieses Strömungsfeldes wird an der Erdoberfläche zwischen zwei Punkten mittels Erdungssonde erfasst. Da die Methode nur im homogenen Erdreich genaue Messergebnisse liefert, muss der gemessene Erdwiderstand auf einen Wert zurückgerechnet werden, der unter den schlechtesten Bedingungen vorkommen würde. Für die Anordnung der Messsonden gibt es zwei Anordnungsmethoden, die Methode nach Wenner und die Methode nach Schlumberger. Beide Methoden sind vom Prinzip her identisch, sie unterscheiden sich im Wesentlichen nur durch die verschiedenen Abstände der Erdungssonden.
Bei der Methode nach Frank Wenner wird ein fester Mittelpunkt als Ausgangspunkt festgelegt. Dieser Mittelpunkt wird auch bei weiteren Messungen beibehalten. Anschließend werden die vier Erdungssonden in einer Linie mit gleichen Abständen untereinander ins Erdreich eingeschlagen. Der Abstand zwischen zwei Erdungsonden ist entscheidend dafür, bis zu welcher Tiefe der Erdwiderstand gemessen wird. Fehlmessungen können durch parallel zu den Erdungssonden verlegte Rohre und Erdkabel entstehen. Ebenfalls können Wasseradern und Wurzelwerk den Messwert verfälschen. Zur Vermeidung größerer Messfehler muss der Ausbreitungswiderstand der äußeren Messsonden kleiner als 500 Ω sein. Um bei schlechten Bodenverhältnissen diese Werte einhalten zu können, werden an jedem äußeren Ende vier Erdungselektroden in gleichem Abstand auf dem Umfang eines Kreises verteilt und möglichst tief in das Erdreich eingedreht oder eingeschlagen. Die vier Erdungssonden werden miteinander elektrisch leitend verbunden. Der Kreis darf einen maximalen Durchmesser von 20 Metern haben.
Bei der Methode nach Schlumberger wird auch ein fester Mittelpunkt als Ausgangspunkt festgelegt. Von diesem Mittelpunkt ausgehend werden die inneren Erdungssonden mit einem bestimmten Abstand zueinander ins Erdreich eingeschlagen. Dieser Abstand der beiden inneren Erdungsspieße zueinander ist geringer als der Abstand zu den äußeren Erdungsspießen. Die inneren Erdungsspieße dienen gleichzeitig als Messsonden. Der Abstand der inneren Sonden wird während der Messung nicht verändert. Der Abstand der äußeren Erdungsspieße zu den inneren Erdungsspießen kann beliebig verändert werden. Der Abstand zwischen den inneren und den äußeren Erdungssonden entspricht der Tiefe, bis zu der der Widerstand des Erdreichs ermittelt wird.

## Blitzschutzerdungsmessung
Die Messung von Blitzschutzerdungen darf auf keinen Fall während eines Gewitters oder beim Herannahen eines Gewitters durchgeführt werden. Das Zweipol-Messverfahren hat sich als das am meisten verwendete Messverfahren durchsetzen können. Dabei ist kein Setzen von Hilfserdern oder Sonden erforderlich. Als Bezugserde kann eine metallische Wasserleitung oder der Potentialerderanschluss der Schutzerdung verwendet werden. Bei der Messung mit Bezugserde muss der Widerstand der Messleitung kompensiert werden. Eine gute Möglichkeit zur Messung bietet der Hauptanschlussraum des Hauses. Damit es nicht zu Fehlmessungen kommt, müssen sämtliche Anschlüsse an der Haupterdungsschiene getrennt werden und jeweils nur ein Erder gemessen werden. Zur Messung von Blitzschutzerdungen lässt sich auch die Dreipunkt-Messmethode mit Hilfserder verwenden. Blitzschutzerdungsmessungen müssen z. B. bei Windenergieanlagen, bedingt durch deren exponierte Lage, regelmäßig durchgeführt werden.

## Bahnerdungen
Die Erdungsmessung von Bahnerdungen ist oftmals besonders schwierig und umfangreich. Um hinreichend genaue Messergebnisse zu erhalten, müssen eine Reihe von Messungen durchgeführt werden. Dazu werden von der Bahnerde als Bezugspunkt Erdungsspieße in unterschiedlichen Abständen ins Erdreich gesteckt und als Messpunkt verwendet. Problematisch bei Bahnerdungen ist die Nutzung der Erdleiter im Traktionsnetz. Darin fließen nicht nur Fehlerströme, sondern auch Betriebströme, was die Erdungsmessung stark beeinträchtigt. Durch die Frequenz des Bahnstromes (16,7 Hertz) breiten sich die Erdströme anders aus als beim normalen Netzstrom von 50 Hertz. Der Erdstrom kann tiefer ins Erdreich eindringen, was dazu führt, dass im Fehlerfall der Erdschlussstrom auch außerhalb der Bahntrasse vagabundiert. Aufgrund der Störgrößen erfordert die Messung mehrere speziell entwickelte Messgeräte, auch den Einsatz von Oszilloskopen. Obwohl bei der Erdungsmessung von Bahnerdungsanlagen speziell entwickelte und genaue Messgeräte verwendet werden müssen, ist eine präzise Erdungsmessung bei in Betrieb befindlichen Bahnanlagen kaum möglich. Trotzdem können Fehler und Schwachstellen der Erdungsanlage lokalisiert und anschließend beseitigt werden.

## Prüfbericht
Je nach rechtlicher Situation und rechtlichen Vorgaben muss von der Erdungsmessung bei Erdungen in Niederspannungsanlagen und Blitzschutzerdunganlagen  ein Prüfbericht angefertigt werden. Darin müssen die durchgeführten Messungen und durchgeführte begleitende Maßnahmen genau und eindeutig zur Nachvollziehbarkeit angegeben werden. Im Prüfbericht muss das verwendete Messverfahren und der Typ des verwendeten Messgerätes angegeben werden. Außerdem müssen die Schalterstellungen der vorhandenen Schalter angegeben werden. Falls für die Messung Verbindungen hergestellt oder getrennt werden mussten, so ist dies auch im Prüfbericht zu erwähnen. Das Messergebnis muss mit allen witterungsbedingten Messzuschlägen in den Prüfbericht geschrieben werden.